# Myriapora truncata
Myriapora truncata è un briozoo della famiglia Myriaporidae, detto anche falso corallo per la sua somiglianza con il corallo rosso (Corallium rubrum).

## Descrizione
La colonia, larga fino a 10 cm, ha ramificazioni dicotomiche, corte e tozze, porose, di colore rosso-arancio intenso, a sezione cilindrica, che appaiono troncate alle estremità. A differenza dei polipi del vero corallo, che sono bianchi, i polipoidi di questa specie hanno lo stesso colore delle ramificazioni.
Lo studio del diametro dei rami e della dimensione dei polipoidi, variabili a seconda delle condizioni ambientali, ha portato a considerare M. truncata come un indicatore ambientale dei cambiamenti intercorsi tra il Cenozoico all'era moderna nel Mar Mediterraneo.

## Biologia
La riproduzione avviene fra febbraio e marzo.

## Distribuzione e habitat
Reperibile nel Mar Mediterraneo. Le colonie si ancorano a substrati rocciosi, spesso caratterizzati da coralligeno, in zone ombreggiate a partire da 1-2 metri e fino a 100 di profondità.